# Piĉismo
Piĉismo (або Pichismo) — український панк-рок гурт, що існував у 1993-2007 роках. Виконував пісні штучними мовами, такими як есперанто, волапюк, ідо та інші. Склад гурту, як і місце творчості зазнавали постійних змін. Єдиним постійним учасником колективу був вокаліст Гліб Мальцев.

## Історія
Назву гурту можна перекласти з есперанто як "Вагінізм". Колектив виник в січні 1993 року в Цюрупинську з ініціативи Гліба (Гліб Мальцев, вокал, ідеологія) та Мальтуса (гітара). Через місяць до гурту приєднався другий гітарист Тарасевич. В липні того ж року в херсонському "Зеленому Театрі" відбувся перший виступ гурту, в якому взяли участь також Міша (бас) і Кела (ударні). Через декілька місяців з'явилася постійна ритм-секція — Діма та Лекс, а 20 жовтня 1993 в студії херсонського ДК Текстильників звукорежисер Валік Манякін записав перше демо "Subita Merdo". Давши два концерти в Херсоні та Євпаторії (на фестивалі "Молода Хвиля" '94) цей склад розпався.
В липні 1995 року Гліб і Кублай-Хан (бас) разом із голопристанським гуртом Hurry Scurry (Брумкатакамаках — вокал, гітара, moog і Ґранбуслевар — ударні) записали 4 імпровізаційні альбоми "Tamusig Ülcinik" (мовою волапюк), "Instrukcio #!" (есперанто), "Al Barikadi!" (ідо та інтал) і "Volapüka'üm" (волапюк). Гліб і Мальтус перемістилися в Голу Пристань, де до них приєднався ударник Гєна. В 1995-96 роках гурт досить активно виступав у Голій Пристані ("Концерт Громкой Музыки На Непонятных Языках", "Концерт Шумной Музыки", "10-летие Чернобыля", "Дни Хаоса"), а також у Миколаєві та Києві. Після того, як в серпні 1996-го Мальтус покинув гурт, Гліб і Гєна зібрали найкращі концертні записи в другий офіційний альбом "Buĥtismo". В травні 1998 удвох записали 2-хвилинне мінусове демо "Ĉiĉismo" мовою есперанто в т.зв. голопристанському сквоті.
В червні 1997 року у Вільнюсі Гліб, Уґнюкас (бас, гітари, бек-вокал) і Раджа (ударні, бек-вокал) із литовського гурту Invazija записали третє демо "P.P.P.". Даряліс (басист Invazija) брав участь у записі демо "Esperantocore" 21 липня 1998. У цьому складі Piĉismo виступили на двох фестивалях: "Fete De La Musique '97" (Вільнюс) та "Totalny Rozpierdol Systemu '98" (Ґродзіск Мазовецький, Польща).
У серпні 2000 гурт знову зібрався, цього разу в Санкт-Петербурзі, завдяки співпраці з "Талантов Нет" (Філ Волокітін, Ґріша Фредріксон, Платонов, Анна & Туулі). Нова формація виступила з 3-хвилинною програмою на концерті, присвяченому 10-ій річниці загибелі Віктора Цоя (у Василеостровському Молодіжному Центрі), а також влаштувала шумову акцію "Взрыв!!!" у галереї "Борей". На квартирі Ґриші було записано альбоми "Pened Balid Yohanesa" (волапюк) і "toH, tlhIngan Hol DajatlhIaH 'e' DaneH'a'?" (клінґон; мова іншопланетян із серіалу "Зоряний Шлях").
П'ятий склад зібрався з музикантів гурту 451 °F (колишній Hate to State) у Мінську в квітні 2001 року: Яна (вокал), Макс (гітара), Ігор (бас), Паша (ударні). Було записано демо "Treko Stelala" (есперанто, ідо, клінґон), а також відбувся виступ у мінському клубі "4 Апельсини".
Шостий проєкт було реалізовано в червні того ж року в Кулдізі, Латвія, у співпраці з гуртом Hugo. Єдину відрепетирувану пісню мовою есперанто так і не було записано, хоча музиканти виконали її на концерті в Салдусі. Вокаліст Hugo Евейніекс згодом брав участь (як ударник) у записі демо "Ni(m)FOmanio" мовами кардасі, q~'u^pl! и лрахран (записано 20 червня 2001 у Vöns, Кулдіґа; зведено 4 липня 2001 в домашній студії KRIO DE MORTO, Познань, Польща).
2002 року Гліб повернувся в Санкт-Петербург, де записав 3 альбоми з ексучасниками "Талонов Нет": "Bored Of The Conlangs" ("давньоельфійська"), "Thanatopsis" (мова ро, есперанто) і "Babelo" (біблійна історія про Вавилонську вежу 33 -ома штучними мовами).
Останнім альбомом гурту є збірка "Idiotroniko", до якої увійшли треки, записані з 2002 по 2006 роки.

## Дискографія
Вініл
- Subita Merdo (1998)

CD
- Pened Balid Yohanesa et Eksplodo (2000)
- Eksplodo (2001)
- Pened Balid Yohanesa (2002)
- toH, tlhIngan Hol DajatlhIaH 'e' DaneH'a'? (2002)

Касети
- Subita Merdo (1995)
- Piĉismo vs. Unholy Grave (2000)